# Biagio Longo
Biagio Longo (Laino Borgo, 4 febbraio 1872 – Roma, 29 novembre 1950) è stato un botanico italiano.

## Biografia
Figlio di Luigi e di Caterina Caputo, dopo aver conseguito la Maturità Classica a Cosenza, presso il Liceo Telesio grazie ad una borsa di studio, si iscrisse all'Università di Roma, dove, nel 1895, si laureò in scienze naturali. Divenne assistente di Pietro Romualdo Pirotta, presso l'Istituto Botanico di Roma. Successivamente, ottenne la libera docenza con una dissertazione su  Storia naturale delle droghe medicinali. Il 3 agosto 1903 fu iniziato in Massoneria nella loggia Luce-Donato Morelli di Laino Borgo (Cosenza), appartenente al Grande Oriente d'Italia. Dal 1906 al 1915, fu all'Università di Siena, in qualità di docente di botanica, ove fondò l'Istituto Botanico e ne riorganizzò l'Orto annesso. Dal 1975, c'è una targa affissa in sua commemorazione. Nel 1913 sposò la naturalista Beatrice Armari. La coppia ebbe un figlio, Luigi, nel 1908, che divenne professore di chimica e direttore dell'Istituto di Patologia del libro a Roma. Nel 1915 si trasferì all'Università di Pisa, e dal 1926 al 1929 fu preside della facoltà di scienze. Nel 1925 rinunciò alla cattedra di botanica a Roma e, nel 1929, divenne direttore dell'Istituto botanico e della stazione sperimentale per le piante officinali di Napoli. Fu presidente della Società toscana di scienze naturali per il biennio 1929-1930. Dal 1930 al 1947 fu direttore dell'Orto Botanico di Napoli. Nel 1942 raggiunse la pensione e nel 1948 si trasferì a Roma, dove si spense il 29 novembre del 1950. Nella città di Roma c'è una strada dedicata al suo nome.

## Studi botanici
La flora calabrese e la flora dell'Italia centro-meridionale furono oggetto dei suoi primi studi scientifici. Esplorò attentamente la valle del fiume Lao e la Sila, nonché Campania, Basilicata, Abruzzo, Toscana. Condusse degli approfondimenti sistematici, partendo da osservazioni anatomiche, di piante come il Pino Loricato del Pollino e della Montea, presente in Italia solo in Calabria e in Basilicata ma tipico della regione dei Balcani. Il Pino Loricato fino a quel momento era stato erroneamente considerato appartenente ad un'altra specie, quella del pino silano (Pinus laricio Poir.), comune in Sicilia e nell'Appennino calabrese. Raccolse, nel corso di questi studi, altresì dati sulle pianti spontanee dell'Italia centro-meridionale. Rinvenne una di queste, la Primula palinuri autoctona delle coste rocciose della zona meridionale della Campania, anche sulla costa calabrese settentrionale. I generi Longoa e Longopsis, le specie Ascospora Longoi e Polystachya Longoi e la varietà Schizophyllum commune var. Longo portano il suo nome.

## Attività scientifica
Tuttavia, gli studi più significativi di Longo furono quelli nel settore anatomico ed embriologico e, in particolar modo, quelli che, in una prima fase,  erano stati condotti in collaborazione con Pietro Romualdo Pirotta, sullo sviluppo del tubetto pollinico nelle Angiosperme. I termini "basigamia", "mesogamia", "acrogamia", relativi al diverso raggiungimento degli ovuli del tubetto pollinico, vennero coniati dai due studiosi. Punto di partenza del loro studio furono le indagini condotte su una fanerogama parassita di alcune specie alofite del Mediterraneo. Longo, inoltre, fu in grado di confutare, con i suoi studi sulle cucurbitacee, la natura filogenetica riconosciuta ai percorsi del tubetto pollinico dalle teorie correnti, collegandoli, invece, al gameto femminile e alle sostanze chemiotattiche da esso secrete, e alla zona di produzione. 
Tullio Dolcher sottolineò come la sua preparazione botanica gli avesse consentito di fornire la propria interpretazione riguardo al tubetto pollinico e agli austori di origine endospermica e alla loro possibile funzione trofica nelle fasi iniziali dello sviluppo embrionale. La ricerca embriologica, inoltre, si avvalse anche dei suoi studi sulla partenocarpia, sulla poliembrionia e sulla possibilità di cambiamento di sesso in alcune piante dioiche.
Il suo lavoro decennale, condotto in Lazio, Calabria e Toscana, sulla biologia florale del fico e del suo legame con gli insetti pronubi, del caprofico e gli studi sull'Araucaria bidwilli, di cui scoprì fenomeno del monoicismo macroproterogino, produssero osservazioni che furono pubblicate in una serie di articoli a partire dal 1905 fino al 1924.
Durante il periodo della prima guerra mondiale, le industrie nazionali facevano grande richiesta di piante officinali. Questo evento aveva fatto in modo che la botanica farmaceutica divenisse un settore di primo piano. Longo dedicò la sua attenzione a questo ambito in particolar modo nel periodo in cui era direttore presso l'Orto botanico di Napoli, che ebbe, dal 1936, una stazione sperimentale per le piante officinali. I suoi studi riguardarono sia la coltivazione di specie autoctone, e i problemi ad essa connessi, sia la coltivazione, e l'acclimatazione, di specie esotiche. Chiunque ne faceva richiesta, inoltre, riceveva gratuitamente sia le piante officinali, sia i loro semi. In una sezione apposita del Bullettino dell'Orto botanico della R. Università di Napoli sono pubblicate le relazioni annuali relative a tali studi. In seguito ai risultati ottenuti con le sue ricerche, fu invitato dall'Istituto Argentino di Cultura Italica a tenere un ciclo di conferenze presso l'Università di Buenos Aires e l'Academia nacional de medicina de Buenos Aires gli dedicò una relazione, dal titolo El cultivo de plantas medicinales, Buenos Aires, 1935 in una sessione tenuta in suo onore.  La digitale (Digitalis purpurea L.), il piretro (Chrysanthemum cinerariaefolium Vis), la canapa indiana (Cannabis indica L.) e il papavero da oppio (Papaver somniferum L.) furono le piante di cui Longo, insieme ai suoi collaboratori, si occupò in particolar modo. Soprattutto nello studio di quest'ultima, rimarcò quanto rilievo economico avrebbe avuto in Italia la coltivazione del papavero, importato dall'Oriente, per l'estrazione di morfina e di sostanze secondarie. Riguardo agli studi sulla canapa indiana (Cannabis indica L.), i cui principi attivi fanno sì che venga utilizzata come sostanza psicotropa, condusse delle indagini sui caratteri sistematici che permisero di differenziarla dalla canapa sativa (Cannabis sativa L.). Longo, inoltre, presentò un disegno di legge alla Camera dei deputati sulla coltivazione e sull'utilizzo industriale delle piante officinali. Longo si occupò altresì della direzione organizzativa degli istituti in cui lavorò, a Siena con la creazione di un laboratorio di botanica, annesso all'Istituto Botanico, a Pisa con la ristrutturazione dell'Orto Botanico e a Napoli con l'edificazione dell'ambiente che ospita il dipartimento di biologia vegetale. Nel 1939-40 collaborò alla mostra triennale delle Terre italiane d’Oltremare, e nel 1940 la riunione straordinaria della Società Botanica si tenne presso l'Orto Botanico di Napoli. Nel 1942 divenne Professore Emerito dell'Università di Napoli. 
La visione scientifica di Longo anticipò alcune tematiche molto attuali, come la conservazione della natura. A Siena, nell'Orto Botanico, promosse la coltivazione di piante spontanee e la raccolta dei loro semi, al fine di utilizzarli per il rimboschimento, impedendo, così, che venissero introdotte e attecchissero specie estranee ai territori italiani. Inoltre, incentivò e sostenne la fondazione di un parco nazionale della Calabria, regione di cui era nativo.

## Premi ed onorificenze
- 1902 Premio Carpi per la botanica
- 1907 Medaglia d'oro della Società delle scienze detta dei XL
- 1915 Premio reale per le scienze biologiche dell'Accademia dei Lincei
- 1939 Nominato Accademico d'Italia

## Opere
- Biagio Longo e la scienza botanica, a cura di C.S. Tucci - T. Barletta - M. Guarino, Castrovillari 2002 (contiene il repertorio completo, circa 130 pubblicazioni)
- Ricerche sulle Cucurbitaceae e il significato del percorso intercellulare del tubetto pollinico, Roma, Tipografia della R. Accademia dei Lincei, 1903.
- Cambiamento di sesso nell'Idesia polycarpa Maxim, in Atti della R. Acc. dei Lincei. Rendiconti, cl. di scienze fisiche, matematiche e naturali, s. 5, XXVII (1918), 2, pp. 368–371
- Sulla partenocarpia, in Riv. di biologia, II (1920), 6, pp. 597–609
- Importanza della coltivazione delle piante officinali esotiche acclimatabili nel nostro Mezzogiorno, in Bull. dell'Orto botanico della R. Università di Napoli, vol. X, 1930, 2, pp. 9–16
- Ricerche sulla poliembronia, in Annali di botanica (Roma), 1917, vol. 14, pp. 151–162
- La coltivazione del papavero da oppio in Italia, ibid., XI (1932), 2, pp. 11–19
- Sulla canapa indiana (Cannabis indica Lam.), in Bull. dell'Orto botanico… di Napoli, 1936, vol. 13, pp. 17–30.